# Maurizio Damiano
Maurizio Damiano (Randazzo, 1957) è un egittologo e storico italiano.

## Biografia[1]
Nato a Randazzo, sull’Etna, ha completato gli studi di Egittologia a Torino, nel 1979, sotto la guida personale del Prof. Silvio Curto (Università di Torino; già direttore del Museo Egizio di Torino, poi Sovrintendente per le Antichità Egizie in Italia); nel 1981 ottiene la Specializzazione in Archeologia Egizia; nel 1983 quella in Storia e Archeologia Nubiana (Nubiologia).
Nel 1988 conclude gli studi di Scienze Naturali presso l’Università di Pavia.
Negli anni vive e lavora a Pavia, Milano, in Sudan, in Egitto, a Verona, ove tutt’ore vive e insegna Egittologia.

## Lavori e scoperte
Maurizio Damiano è stato collaboratore del Museo Egizio di Torino e dell'Università di Pavia; poi docente di Egittologia all’Università Aperta di Imola dal 1998 al 2002; è fondatore e coordinatore del Progetto Nubia.
Le scoperte effettuate nel corso degli anni comprendono numerose necropoli meroitiche, un tempio dello stesso periodo, varie necropoli dell’epoca di Kerma, e centinaia di siti preistorici. È creatore dell’archivio fotografico delle antichità nubiane.
La particolare visione derivata dai corsi di studio caratterizza sia i lavori sul campo che le pubblicazioni e la divulgazione; la visione olistica della storia, delle genti e dei territori, fonde il campo di studi principali, l’Egittologia, con quello delle Scienze Naturali; da ciò nasce un progetto antropologico di intervento in Sudan, in cui la conoscenza del territorio acquisita nel corso delle missioni archeologiche viene messa a frutto per gli interventi sul campo a favore delle popolazioni.
A partire dal 1992 ha portato avanti l’esplorazione dell’area più lontana del Deserto Occidentale egiziano (GSS), assieme al team di G. Negro; nel corso della spedizione 1992 è stata scoperta e studiata un’antica pista che potrebbe essere la “Pista di Alessandro Magno”, percorsa dal conquistatore alla volta dell’oasi di Siwa; altre scoperte sono state effettuate nel Deserto Orientale egiziano. Le ricerche sono proseguite sino al 2011 nel Deserto Occidentale Egiziano.
Sin dal 1984 Damiano si dedica alla ricerca e all’alta divulgazione egittologica, che comprende pubblicazioni (su Egitto, Nubia, Mar Rosso, Sinai e Vicino Oriente); una mostra sull’Egitto e la Nubia; servizi televisivi e radiofonici; sempre nell’ambito dell’alta divulgazione l’area multimediale comprende CD-ROM e DVD. L’attività di divulgazione comprende cicli di conferenze in Italia e all’estero.
L’insegnamento dell’Egittologia viene portato avanti dal 1984 e prosegue ancora oggi (2018).

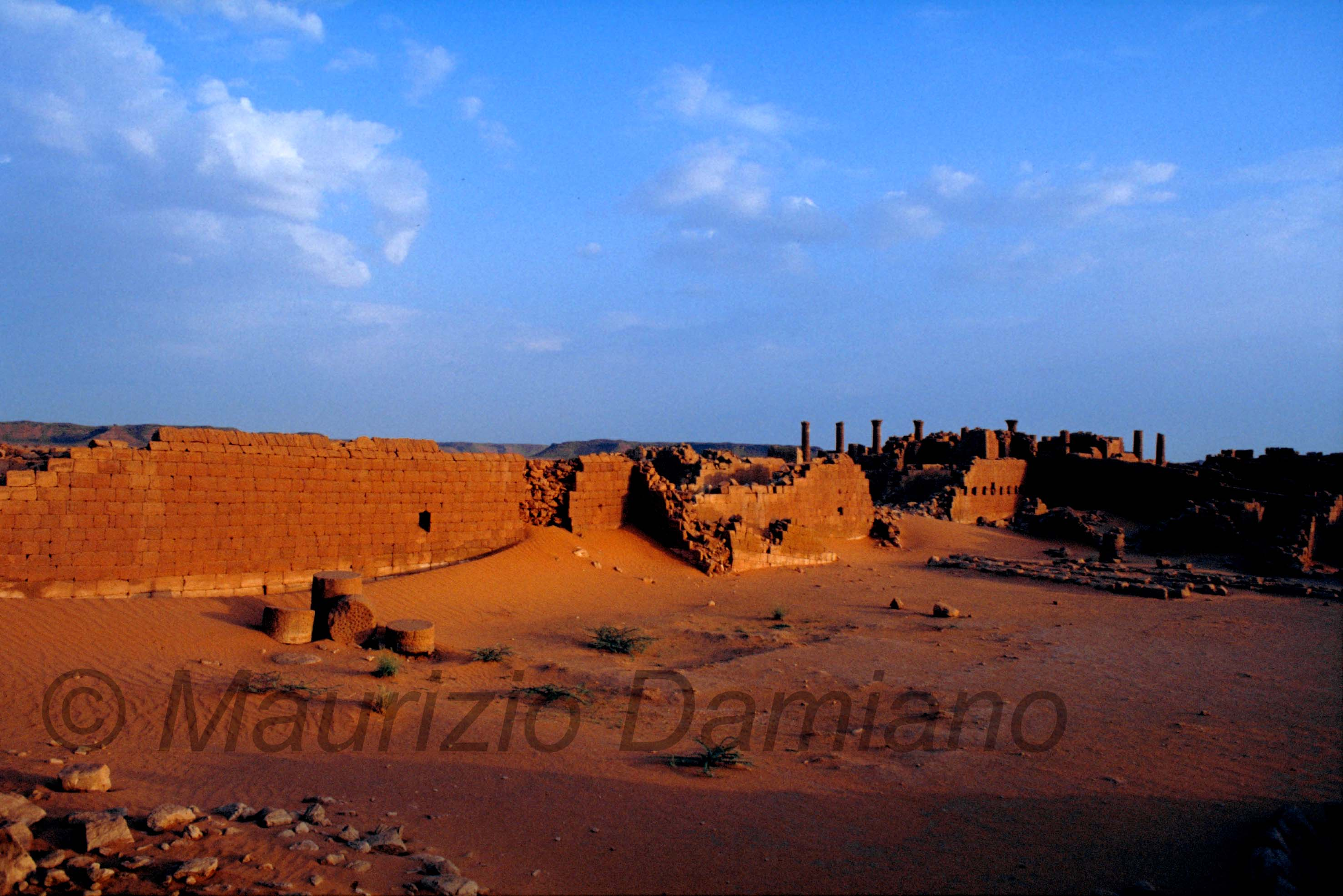

## Pubblicazioni principali

### Volumi, CD-ROM e DVD

#### CD-ROM e DVD
- Oltre l'Egitto: Nubia, Electa, Milano 1985. ISBN 88-4351119-X.
- Il sogno dei faraoni neri, Giunti Editrice, Firenze 1994. ISBN 88-7813-611-5.
- Egitto e Nubia. Nella collana: Guide archeologiche Mondadori; Mondadori, Milano 1995. ISBN 88-04-39704-7. Edito anche in Francia, Svizzera, Belgio, Spagna.
- Egipto y Nubia, I. Folio, Barcelona, 1997. ISBN 84-413-0702-4. Egipto y Nubia, II. Folio, Barcelona, 1997. ISBN 84-413-0702-4. Egipto y Nubia, III. Folio, Barcelona, 1997. ISBN 84-413-0702-4. Egipto y Nubia, IV. Folio, Barcelona, 1997. ISBN 84-413-0702-4. Egipto y Nubia, V. Folio, Barcelona, 1997. ISBN 84-413-0702-4.
- Dizionario enciclopedico dell’antico Egitto e delle civiltà nubiane Mondadori, Milano 1996. ISBN 88-7813-611-5. Tradotto in francese e spagnolo.
- Tesori del Nilo. Dizionario enciclopedico multimediale delle civiltà d’Egitto e Nubia (CD-ROM);Pixel Multimedia di M. Damiano (distribuito in Europa dalla Giunti Multimedia), Verona 1998.
- Egitto. L’avventura dei faraoni fra storia e archeologia. Vol. I - L’età dell’oro. Rizzoli/Rcs-Fabbri, Milano 1997-8. Vol. II - L’Impero. Rizzoli/Rcs-Fabbri, Milano 1998. Vol. III - La gloria e la decadenza. Rizzoli/Rcs-Fabbri, Milano 1998. Vol. IV - L’Egitto fuori dall’Egitto. Rizzoli/Rcs-Fabbri, Milano 1998.
- L’Égypte ancienne. Les secrets du Haut-Nil. Historia, Les Dossiers; Éditions Tallandier, Paris, 1998. ISBN 2-235-02179-4.
- La Valle dei Re (CD-ROM); Pixel Multimedia di M. Damiano (distribuito in Italia da RCS Libri/Fabbri Multimedia), Verona 1999.
- Egitto. L'arte dei faraoni; Electa editrice, Milano 2001. ISBN 88-435-7517-1. Tradotto in francese e spagnolo.
- Il velo di Iside (grande enciclopedia dell’antico Egitto e delle civiltà nubiane). Centro Ricerche Egittologiche, Verona, 2010 - (in corso di preparazione): 30 volumi.[18]